# Google WiFi
Pour les articles homonymes, voir Google Wifi (homonymie).
Google Wifi était un réseau sans fil municipal déployé par Google à Mountain View en Californie. Le réseau était entièrement financé par Google et était installé principalement sur les lampadaires de la municipalité de Mountain View. Google s'était engagé à maintenir ce service gratuit jusqu'en 2010.

## Historique
Le service a été annoncé par Google le 20 septembre 2005 et a été mis en service le 16 août 2006. Il était disponible dans la presque totalité de la municipalité de Mountain View,. Le service a été fermé par Google le 3 mai 2014.